# Hochberg
För andra betydelser, se Hochberg (olika betydelser).
Hochberg är en tysk medeltida ätt, en sidolinje av huset Zähringen.
Namnet återupptogs, när Louis Geyer von Geyersberg, morganastisk gemål till Karl Fredrik av Baden 1796 blev riksgrevinna av Hochberg. Hennes äldste son, riksgreve Leopold av Hochberg, blev 1830 storhertig av Baden.